# Recław
Recław is een dorp in de Poolse woiwodschap West-Pommeren. De plaats maakt deel uit van de gemeente Wolin en telt 290 inwoners.

## Verkeer en vervoer
- Station Recław